# RSPO2
RSPO2 (англ. R-spondin 2) – білок, який кодується однойменним геном, розташованим у людей на короткому плечі 8-ї хромосоми. Довжина поліпептидного ланцюга білка становить 243 амінокислот, а молекулярна маса — 28 315.
| 10         |  | 20         |  | 30         |  | 40         |  | 50         |
| ---------- |  | ---------- |  | ---------- |  | ---------- |  | ---------- |
| MQFRLFSFAL |  | IILNCMDYSH |  | CQGNRWRRSK |  | RASYVSNPIC |  | KGCLSCSKDN |
| GCSRCQQKLF |  | FFLRREGMRQ |  | YGECLHSCPS |  | GYYGHRAPDM |  | NRCARCRIEN |
| CDSCFSKDFC |  | TKCKVGFYLH |  | RGRCFDECPD |  | GFAPLEETME |  | CVEGCEVGHW |
| SEWGTCSRNN |  | RTCGFKWGLE |  | TRTRQIVKKP |  | VKDTILCPTI |  | AESRRCKMTM |
| RHCPGGKRTP |  | KAKEKRNKKK |  | KRKLIERAQE |  | QHSVFLATDR |  | ANQ        |

A: Аланін

C: Цистеїн

D: Аспарагінова кислота

E: Глутамінова кислота

F: Фенілаланін

G: Гліцин

H: Гістидин

I: Ізолейцин

K: Лізин

L: Лейцин

M: Метіонін

N: Аспарагін

P: Пролін

Q: Глутамін

R: Аргінін

S: Серин

T: Треонін

V: Валін

W: Триптофан

Задіяний у таких біологічних процесах, як сигнальний шлях Wnt, альтернативний сплайсинг. 
Білок має сайт для зв'язування з молекулою гепарину. 
Секретований назовні.